# Šípkové
Šípkové (Hongaars:Csipkés) is een Slowaakse gemeente in de regio Trnava, en maakt deel uit van het district Piešťany.
Šípkové telt 337 inwoners.